# Smart Export

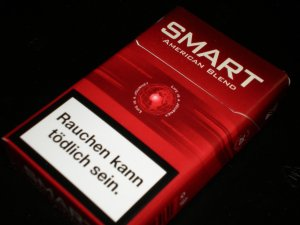
Eine Schachtel „Smart American Blend 10“ (2007)

Smart (eigentlich Smart Export) ist eine österreichische Zigarettenmarke der Austria Tabakwerke AG.

## Geschichte
Smart Export wurde am 7. September 1959 als Filterzigarette in Österreich eingeführt. Mitte 1962 war sie die zweitbeliebteste Zigarettenmarke in Österreich und verdrängte schließlich 1968 die Marke Austria 3 (auch A3) von Platz eins in der Beliebtheitsskala. Selbst verdrängt wurde die „Export“ 1975 von der Marke Hobby.

## Packungsgestaltung
Das Design der Smart Export stammt aus dem Jahr 1959 und wird den Austria Tabakwerken zugeschrieben. Die schwarze Packung mit den weißen und goldenen Strichen, der Weltkugel und der Sentenz „semper et ubique – immer und überall“ entwarf in ihrem Auftrag der Grafiker Heimo Lauth. Sein Design basiert auf jenem von Emanuela Delignon (geb. Wallenta) für die Vorläufermarke „Smart“ aus dem Jahr 1955.

## Produktfamilie
Unter der Obermarke Smart ist heute nur noch Smart Export erhältlich. Bis Oktober 2018 waren auch
Smart American Blend Red, Orange, Yellow und Silver sowie der Feinschnitt erhältlich. Zumindest bis Oktober 2018 wurde Smart American Blend in geänderter Verpackung vertrieben, auf der sich ein Hinweis zum Übergang auf die Zigarettenmarke Winston befand.

## Verbreitung
Bis zur Einstellung der Marke Smart American Blend waren die Zigaretten bei Rauchern sehr beliebt. Heute ist Smart Export ein Nischenprodukt, in Österreich kostet eine 20-Stück-Schachtel davon sechs Euro (Stand April 2023).

## Künstlername
Die Avantgardistin Valie Export wählte ihren Künstlernamen sehr früh im Hinblick auf die grafisch dargestellte Weltbekanntheit der Marke Smart Export. 2017 wurde in der ehemaligen Tabakfabrik Linz das Valie Export Center mit ihrem Vorlass-Archiv eröffnet.